# Casa Camps-Ros
La Casa Camps-Ros és un edifici del municipi de Figueres (Alt Empordà) que forma part de l'Inventari del Patrimoni Arquitectònic de Catalunya.

## Descripció
Edifici situat al nucli històric de la ciutat, entre el Carrer Peralada i el Carrer Muralla, molt a prop de l'Ajuntament de Figueres. Edifici de planta i tres pisos; dividits en quatre parts verticals per plafons plans. A la planta baixa hi ha quatre obertures, una de les quals és l'entrada a l'edifici i els altres dedicats a locals comercials. El primer pis presenta balconada correguda central, amb dos balcons als costats. Possiblement abans era tota ella correguda. El segon i el tercer pis presenten quatre balcons per pis i cal destacar que guarden jerarquia en alçada. L'entaulament està decorat amb dentells i es troba en un estat de deteriorament important.